# Celestial Games
Celestial Games est un studio de développement de jeux vidéo sud-africain fondé en 1994 ; il s'agit du premier studio indépendant recensé sur le continent africain.

## Histoire
Le studio, créé en 1994, serait le premier studio de développement indépendant d'Afrique. Il publie en 1996 Toxic Bunny (en) (jeu de plates-formes à défilement horizontal mettant en scène un lapin mutant) ; 7 000 exemplaires sont vendus en Afrique du Sud, et en 1996-1997, 150 000 exemplaires sont distribués en Pologne, aux Pays-Bas, au Royaume-Uni et en France, par le biais de l'éditeur de jeux vidéo Visions Software, propriété d'Electronic Arts,,. Le studio ferme ses portes en 2001, puis refait surface en 2007 et publie en 2012 sur PC une réédition de Toxic Bunny : Toxic Bunny HD, portée sur Windows Phone et Android en 2014.